# NGC 5304
NGC 5304 في الفهرس العام الجديد، هي مجرة، تقع في كوكبة قنطورس. اكتشفت في 10 أبريل 1885 بواسطة لويس سويفت.

## روابط خارجية
- NGC 5304 على موقع ويكي سكاي: DSS2, SDSS, GALEX, IRAS, Hydrogen α, X-Ray, Astrophoto, Sky Map, Articles and images